# بروتوكول لوساكا
بروتوكول لوساكا، الذي جرى توقيعه بالأحرف الأولى في لوساكا، زامبيا في 31 أكتوبر 1994، كان محاولة لإنهاء الحرب الأهلية الأنغولية من خلال دمج ونزع سلاح يونيتا وبدء المصالحة الوطنية. وقع الجانبان هدنة كجزء من البروتوكول في 15 نوفمبر 1994، ووقعت المعاهدة في 20 نوفمبر 1994.

## تفاوض
بحلول أواخر عام 1993، تمكنت يونيتا من العمل والقيام بغارات في أكثر من 70 ٪ من أنغولا، لكن النجاحات العسكرية للحكومة في عام 1994 أجبرت يونيتا على رفع دعوى من أجل السلام. بحلول نوفمبر 1994، كانت الحكومة قد سيطرت على 60 ٪ من البلاد. ووصف زعيم يونيتا جوناس سافيمبي الوضع بأنه «أعمق أزمة» تواجه يونيتا منذ إنشائها. ولم يكن سافيمبي راغبًا في التوقيع شخصيًا على الاتفاقية، فقد قام الأمين العام السابق ليونيتا أوجينيو مانوفاكولا بالتوقيع بدلاً منه، ورد الرئيس جوزيه إدواردو دوس سانتوس بجعل وزير الخارجية الأنغولي فينانسيو دي مورا يمثل الحركة الشعبية لتحرير أنغولا. وفقًا لمانوفاكولا، أراده سافيمبي أن يكون كبش فداء.
التقى رئيس زيمبابوي روبرت موغابي ورئيس جنوب إفريقيا نيلسون مانديلا في لوساكا في 15 نوفمبر 1994 في خطوة رمزية لتعزيز الدعم للبروتوكول. قال كل من موغابي ومانديلا إنهما على استعداد للقاء سافيمبي. دعا مانديلا سافيمبي للمجيء إلى جنوب إفريقيا، لكنه لم يذهب خوفًا من الاعتقال لارتكابه جرائم حرب.

## شروط المعاهدة
وبموجب الاتفاق، ستوقف الحكومة ويونيتا إطلاق النار وتسريح القوات. سينضم 5,500 من أعضاء يونيتا، بما في ذلك 180 مسلحًا، إلى الشرطة الوطنية الأنغولية، وسينضم 1,200 من أعضاء يونيتا، بما في ذلك 40 مقاتلاً، إلى قوة شرطة الرد السريع، وسيصبح جنرالات يونيتا ضباطًا في القوات المسلحة الأنغولية. سيعود المرتزقة الأجانب إلى بلدانهم الأصلية وستتوقف جميع الأطراف عن حيازة الأسلحة الأجنبية. وقد أعطى الاتفاق لسياسي يونيتا منازل ومقار. وافقت الحكومة على تعيين أعضاء يونيتا لرئاسة وزارات المناجم والتجارة والصحة والسياحة بالإضافة إلى سبعة نواب وزراء وسفراء ومحافظات أويج ولوندا سول وكواندو كوبانجو ونواب حكام ومديري بلديات ونواب إداريين ومديري البلدية. ستطلق الحكومة سراح جميع السجناء وتعفو عن جميع المقاتلين المتورطين في الحرب الأهلية.
أنشأت الاتفاقية لجنة مشتركة، تتألف من مسؤولين من الحكومة الأنغولية، يونيتا، والأمم المتحدة مع حكومات البرتغال والولايات المتحدة وروسيا لمراقبة تنفيذها. وستناقش اللجنة انتهاكات أحكام البروتوكول وتراجعها.
كانت أحكام البروتوكول، ودمج يونيتا في الجيش، ووقف إطلاق النار، وتشكيل حكومة ائتلافية، مماثلة لتلك الواردة في اتفاقية ألفور التي منحت أنغولا الاستقلال عن البرتغال في عام 1975. العديد من المشاكل نفسها، وعدم الثقة المتبادل بين يونيتا والحركة الشعبية لتحرير أنغولا، والرقابة الدولية الفضفاضة، واستيراد الأسلحة الأجنبية، والتركيز المفرط على الحفاظ على توازن القوى، أدت إلى انهيار البروتوكول والحرب الأهلية.
عاقبت اتفاقيات بيسيس إلى حد كبير الجانب الأضعف بينما كفل بروتوكول لوساكا سيطرة يونيتا على الحكم.

## التنفيذ
أنفقت بعثة الأمم المتحدة الثالثة للتحقق في أنغولا وبعثة مراقبي الأمم المتحدة في أنغولا 1.5 مليار دولار للإشراف على تنفيذ البروتوكول. لم تطبق الأمم المتحدة إلى حد كبير البند الذي يحظر على يونيتا شراء أسلحة أجنبية واستمر كلا الجانبين في بناء مخزونهما. لم يأذن مجلس الأمن التابع للأمم المتحدة بنشر قوة كبيرة لحفظ السلام في المنطقة حتى عام 1995 وأجل الانتشار الكامل حتى أواخر عام 1996. قامت الممثلة الخاصة للأمم المتحدة بلوندين باي بالتستر على انتهاكات حقوق الإنسان لأنه، كما قال مسؤول في الأمم المتحدة لـهيومن رايتس ووتش في عام 1995، «الوضع حساس للغاية بالنسبة للمراقبة الجادة لحقوق الإنسان. إن نشر ما نعرفه يمكن أن يقوض عملية السلام ويعيدنا إلى الحرب». في مايو 1998 غيرت باي رأيها وبدأت الأمم المتحدة في الإبلاغ عن الانتهاكات. بعد ثلاثة أشهر من توقيع الحكومة على المعاهدة، في فبراير 1995، اشتكى رئيس الأركان الجنرال جواو دي ماتوس من أن السلام لن يتحقق إلا عندما تهزم الحكومة يونيتا عسكرياً، واصفاً البروتوكول بأنه «خطأ». بحلول ديسمبر 1998، كانت الحكومة ويونيتا في حالة حرب مرة أخرى. لم تنشر شعبة حقوق الإنسان التابعة للأمم المتحدة أي تقارير من يناير / كانون الثاني إلى يوليو / تموز 1999 لأن القتال منعهم من التحقيق. بعد البروتوكول، انخرطت الحكومة ويونيتا في القتل العشوائي للمدنيين والتعذيب وانتهاكات أخرى لحقوق الإنسان.
لم يتم تسريح يونيتا، بل اشترت كمية كبيرة من الأسلحة في عامي 1996 و1997 من مصادر خاصة في ألبانيا وبلغاريا، ومن زائير وجنوب إفريقيا وجمهورية الكونغو وزامبيا وتوغو وبوركينا فاسو. في أكتوبر 1997 فرضت الأمم المتحدة عقوبات سفر على قادة يونيتا، لكن الأمم المتحدة انتظرت حتى يوليو 1998 للحد من تصدير يونيتا للماس وتجميد حسابات يونيتا المصرفية. بينما قدمت الحكومة الأمريكية 250 مليون دولارًا أمريكيًا إلى يونيتا بين عامي 1986 و1991، حققت يونيتا 1.72 مليار دولار بين عامي 1994 و1999 من تصدير الماس، في المقام الأول عبر زائير إلى أوروبا. في الوقت نفسه، تلقت الحكومة الأنغولية كميات كبيرة من الأسلحة من حكومات بيلاروسيا والبرازيل وبلغاريا وجمهورية الصين الشعبية وجنوب إفريقيا. بينما لم تنتهك أي شحنة أسلحة للحكومة البروتوكول، لم تقم أي دولة بإبلاغ سجل الأمم المتحدة للأسلحة التقليدية كما هو مطلوب.
في آذار / مارس 1995 أطلق مسلحو يونيتا النار على مروحية لبعثة الأمم المتحدة للتحقق في أنغولا الثالثة ودمروها في كويباكس. التقى القادة العسكريون في 10 يناير / كانون الثاني 1995 وفي فبراير / شباط في واكو كونغو للتأكد من استمرار كلا الجانبين في احترام وقف إطلاق النار. التقى سافيمبي ودوس سانتوس أربع مرات بعد سقوط المروحية. في لوساكا في 6 مايو، وفي الغابون في أغسطس، وفي بروكسل ببلجيكا في سبتمبر، وفي مارس 1996 في ليبرفيل، الغابون. بين الاجتماعين الأول والثاني، عرض دوس سانتوس على سافيمبي منصب نائب الرئيس، لكن سافيمبي رفضه في أغسطس 1996 أثناء المؤتمر الثالث للحزب.
كان لدى إكزيكيتف أوتكامز، وهي شركة عسكرية خاصة، بين 400-500 من المرتزقة في أنغولا يقاتلون نيابة عن الحكومة الأنغولية حتى كانون الثاني / يناير 1996 في انتهاك لبند الإعادة إلى الوطن في البروتوكول.
تحدث سافيمبي ودوس سانتوس عبر الهاتف في ديسمبر 1997 وتوصلا إلى اتفاق في 9 يناير 1998 لتنفيذ البروتوكول، لكن القتال استؤنف وانتهت عملية السلام.

## روابط خارجية
- النص الكامل لبروتوكول لوساكا
- نص جميع اتفاقيات السلام لأنغولا